# Leonardo Farah Shahin
Leonardo Farah Shahin (* 10. August 2003) ist ein libanesisch-schwedischer Fußballspieler, der aktuell beim Falkenbergs FF in der drittklassigen Division 1 unter Vertrag steht.

## Sportlicher Werdegang

### Vereinskarriere
Shahin begann seine fußballerische Karriere beim IFK Uddevalla, wo er bis 2018 unter anderem einmal für die drittklassigen Profis spielte. Anschließend spielte er bei der U17 des BK Häcken. Am 3. Oktober 2020 (23. Spieltag) debütierte er in der Allsvenskan, als er gegen Falkenbergs FF bei einem 3:0-Sieg in der letzten Minute eingewechselt wurde. 2020 war dies jedoch sein einziger Profieinsatz. Im Pokal in der Folgesaison wurde er zweimal eingesetzt und wurde am Ende Vize-Sieger mit seinem Verein. Im September 2021 erhielt er ein Zweitspielrecht für den Zweitligisten AFC Eskilstuna. Bis zum Ende der Kooperation spielte er jedoch nur zweimal. Daraufhin wurde er für das Jahr 2022 an den Qviding FIF verliehen. Dabei war er mit zwölf Treffern vereinsintern bester Torschütze, der Göteborger Klub beendete die Spielzeit 2022 jedoch auf einem Abstiegsplatz.
Im Januar 2023 gab BK Häcken Shahin an den Drittligisten Falkenbergs FF ab. Hier war er in der Spielzeit 2023 mit elf Saisontoren ein Schlüsselspieler in der Offensive, als der Klub als Vizemeister erst in der Relegation gegen Skövde AIK den Aufstieg verpasste. Am Ende der Spielzeit 2024 gelang dieser als Staffelsieger.

### Nationalmannschaft
Farah Shahin spielt seit September 2021 für die schwedische U19-Junioren. Im Sommer 2024 wechselte er den Verband und debütierte für die libanesische Nationalmannschaft beim 4:0-Erfolg über Bangladesch im Rahmen der Qualifikationsspiele zur Weltmeisterschaftsendrunde 2026.

## Erfolge
- Schwedischer Vize-Pokalsieger: 2021